# Cryptosepalum tetraphyllum
Cryptosepalum tetraphyllum är en ärtväxtart som först beskrevs av Joseph Dalton Hooker, och fick sitt nu gällande namn av George Bentham. Cryptosepalum tetraphyllum ingår i släktet Cryptosepalum, och familjen ärtväxter. IUCN kategoriserar arten globalt som sårbar. Inga underarter finns listade i Catalogue of Life.